# Costa Brava, Lebanon
Costa Brava, Lebanon è un film del 2021 diretto da Mounia Akl. 
Lungometraggio d'esordio della regista libanese Mounia Akl, si presenta come un "dramma eco-familiare" ambientato in un futuro distopico ma ispirato alla crisi dei rifiuti di Beirut e alle proteste del 2015.
La realizzazione del film è stata rappresentata nel documentario Dancing on the Edge of a Volcano di Cyril Aris.

## Trama
La famiglia Badri, dell'alta borghesia di Beirut, per sfuggire ai disordini civili causati dalla cattiva gestione dei rifiuti, decide di trasferirsi in una tenuta di campagna conducendo una vita completamente autonoma ed eco-sostenibile. Ma a quanto pare, nessun posto sembra poter restare pulito a lungo, e proprio in prossimità del loro terreno, i poteri forti stanno costruendo una nuova discarica semi-abusiva.

## Distribuzione
Il film è stato presentato in anteprima mondiale alla 78ª Mostra internazionale d'arte cinematografica di Venezia, nella sezione Orizzonti Extra, il 5 settembre 2021, seguito dal Toronto International Film Festival. Al BFI London Film Festival ha vinto il premio del pubblico e si è aggiudicato il premio della critica al Festival del cinema di El Gouna, in Egitto. ll film fu inoltre selezionato per concorrere ai Premi Oscar 2022 come miglior film in lingua straniera. Dal mese di novembre 2022 è disponibile su Netflix in tutti i paesi, tranne in Svezia, Norvegia e Svizzera.

## Riconoscimenti
- Mostra internazionale d'arte cinematografica di Venezia
  - 2021: Candidatura al premio Armani Beauty
- Toronto International Film Festival
  - 2021: Premio NETPAC
- Festival del cinema europeo di Siviglia
  - 2021: Gran premio di giuria alla miglior regia
- BFI London Film Festival
  - 2021: Premio del pubblico
- El Gouna Film Festival
  - 2021: Premio FIPRESCI
  - Candidatura alla Stella D'Oro come miglior film
- Chicago International Film Festival
  - 2021: Candidatura alla Gold Hugo alla miglior regia
- Taipei Film Festival
  - 2022: Candidatura al miglior film d'esordio in lingua straniera
- San Francisco International Film Festival
  - 2022: Candidatura alla migliore regista esordiente
- Palm Springs International Film Festival
  - 2022: Candidatura al miglior film straniero